# فالنتاين هوغو
فالنتاين هوغو (بالفرنسية: Valentine Hugo)‏ هي رسامة توضيحية وفنانة ورسامة فرنسية، ولدت في 16 مارس 1887 في بولوني سور مير في فرنسا، وتوفيت في 16 مارس 1968 في باريس في فرنسا.